# Кастелмарте
Кастелмарте (итал. Castelmarte) је насеље у Италији у округу Комо, региону Ломбардија.
Према процени из 2011. у насељу је живело 966 становника. Насеље се налази на надморској висини од 455 м.

## Становништво
| 1936. | 1951. | 1961. | 1971. | 1981. | 1991. | 2001. | 2011. |
| ----- | ----- | ----- | ----- | ----- | ----- | ----- | ----- |
| 551   | 577   | 577   | 604   | 910   | 1.009 | 1.247 | 1.286 |